# Trittico dell'Adorazione dei Magi (Bosch)

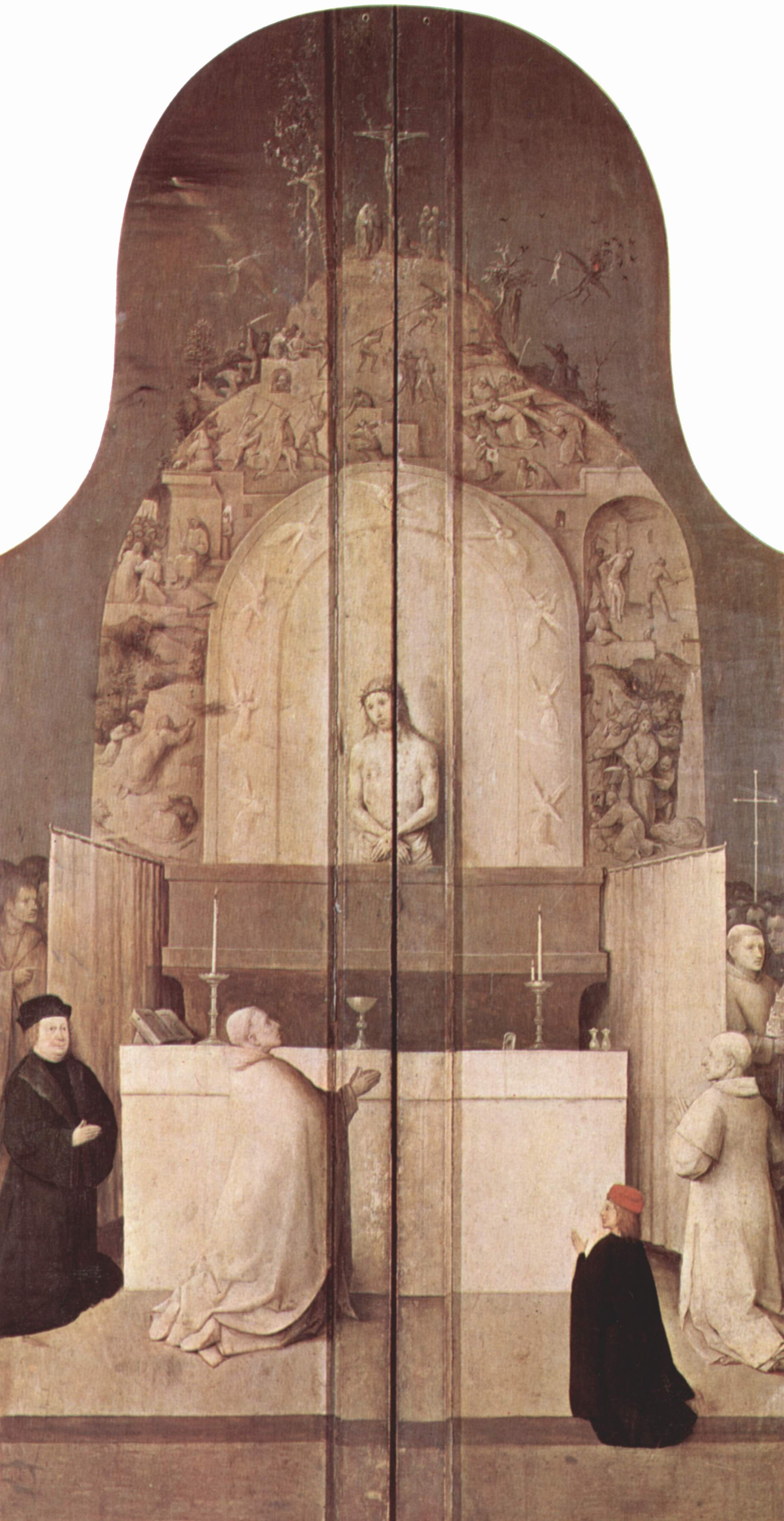
Trittico chiuso

Il Trittico dell'Adorazione dei Magi è un dipinto del pittore olandese Hieronymus Bosch, realizzato circa nel 1485-1500 e conservato nel Museo del Prado di Madrid in Spagna. L'opera è firmata nello scomparto centrale, nell'angolo in basso a sinistra.

## Storia
L'opera era stata in passato identificata con una pala realizzata per la cattedrale di 's-Hertogenbosch, città natale del pittore, del quale esiste una certa documentazione. Esclusa ormai come ipotesi, si pensa piuttosto che si tratti del dipinto di Jehan de Kassembrood confiscato del Duca d'Alba nel 1567. Infatti sul dipinto compare lo stemma dei Bronchorst, famiglia di cui faceva parte Wilhelmina, moglie del Kassembrood, che era stato segretario del conte di Egmont e giustiziato con lui nel 1568.
Assieme ad altre opere confiscate il duca inviò il trittico a Filippo II di Spagna, appassionato collezionista di Bosch. Nel 1574 si trovava al monastero dell'Escorial e nel 1605 è citato come Epifania "senza alcuna stravaganza", a differenza delle altre opere di Bosch ivi presenti. Dal 1839 si trova al Prado.
Come altre opere di Bosch, la datazione è estremamente complessa. Non ha dato esito l'analisi dendrocronologica per il particolare taglio del legno.

## Descrizione e stile

### Trittico chiuso
Nelle ante chiuse è rappresentata una scena a monocromo, come tipico delle opere fiamminghe del genere, che doveva contrastare con lo sfolgorare dei colori del trittico aperto. Sulle due ante è rappresentata senza soluzione di continuità la messa di san Gregorio: papa Gregorio Magno si è inginocchiato davanti all'altare su cui stava celebrando la messa per l'evocazione di Cristo dolente dall'ostia consacrata. Alla scena partecipano altri personaggi, inginocchiati o affioranti con curiosità dalle due quinte tirate ai lati dell'altare. Si riconoscono due personaggi in abiti contemporanei e con una coloritura naturale, evidentemente i due committenti. Esami recenti hanno confermato che si tratta di aggiunte sulla superficie pittorica originale.
Attorno al Cristo, che si mostra come se si alzasse dal sarcofago, si trova un arco con angioletti in volo e, più oltre, una cornice figurata con scene della Passione: dal basso a sinistra e poi a destra l'Orazione nell'orto, la Cattura, Cristo davanti a Pilato, la Flagellazione, la Coronazione di spine e la Via Crucis (rappresentata efficacemente come una salita da destra verso sinistra) e culminante nella Crocifissione, rappresentata con una notevole inventiva spaziale sulla cuspide dell'altare che viene fatta coincidere con il monte Calvario, sullo sfondo scuro che è particolarmente adeguato a rappresentare la nera desolazione dell'evento tragico. Nel cielo attorno alla croce si vede un angelo in volo e un diavolo, con un baluginio rosso sulla testa, che trascina via l'anima capovolta di Giuda Iscariota: egli si vede infatti impiccato sul bordo destro del monte, con un uomo che lo indica a un bambino.

### Trittico aperto

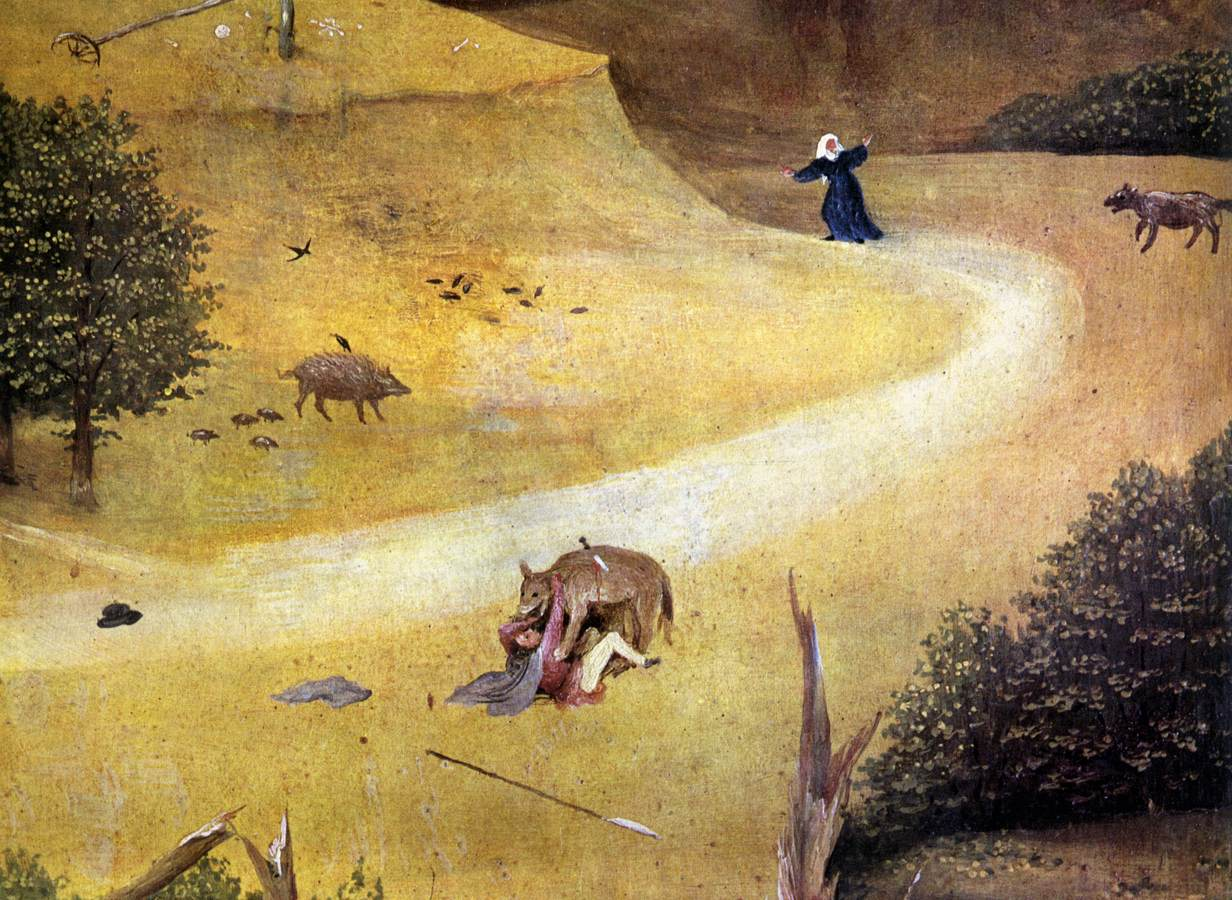
Pannello destro, viandanti assaliti dalle fiere

Il trittico aperto mostra al centro la scena dell'adorazione dei Magi e in quelli laterali, uniti da un mesedimo andamento spaziale, mostrano i committenti inginocchiati e presentati dai rispettivi patroni, con qualche scenetta di genere.
Nello sportello sinistro sono raffigurati san Pietro e il donatore, che è stato identificato con Peter Bronckhorst, grazie allo stemma di famiglia con il motto "Een voer al" (uno per tutti). In secondo piano, un uomo seduto su una cesta e riparato sotto una tettoia precaria, asciuga i panni sul fuoco, probabilmente si tratta di san Giuseppe intento a scaldare i pannolini del Bambino.
Nello sportello di destra è raffigurata sant'Agnese con la donatrice Agnese Bosshuysse, pure con lo stemma vicino; in secondo piano un orso e un lupo attaccano alcuni viandanti.

### Pannello centrale

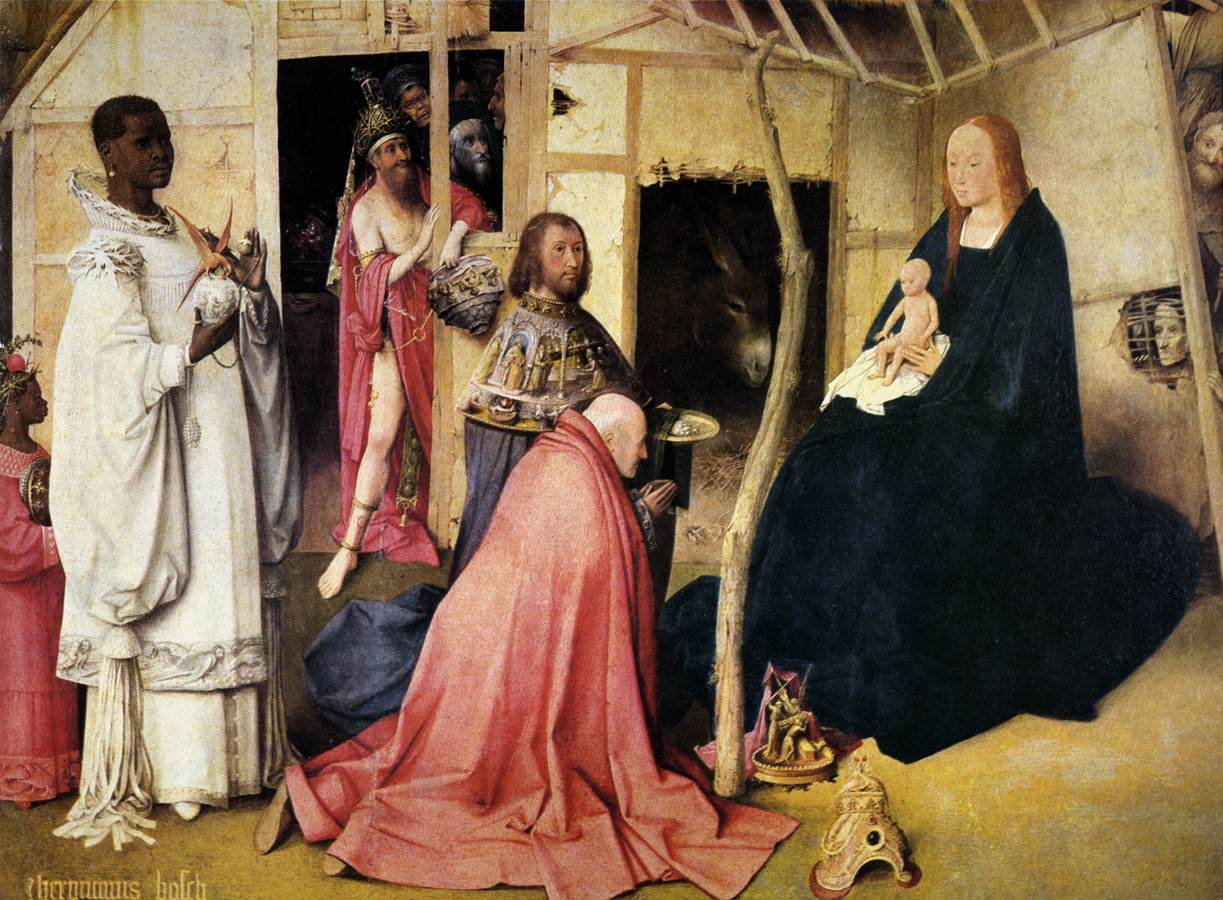
Dettaglio dello scomparto centrale

Nello scomparto centrale l'Adorazione dei Magi si svolge, almeno nelle linee generali, secondo l'iconografia tradizionale. Fuori da una capanna precaria siede la monumentale Vergine, perno della composizione, che tiene in grembo il Bambino. Melchiorre, il più vecchio dei re Magi, è inginocchiato davanti a lei e ha posato a terra il suo dono: una scultura d'oro con il Sacrificio di Isacco, prefigurazione della passione di Cristo, che schiaccia dei rospi, simbolo di eresia; accanto è la corona deposta, simbolo di sapienza e potere inutile di fronte al divino. Dietro di lui Gaspare , che sulla mantellina ha raffigurata la Visita della regina di Saba a Salomone, porta su un piatto l'incenso e infine il moro Baldassare, che reca in mano una pisside sferica con in rilievo la scena dell'Offerta dell'acqua al re David da parte dei tre Forti, contenente la mirra. Si tratta di evidenti richiami veterotestamentari che simboleggiano l'avvenimento in corso, inoltre la Vergine è probabilmente da leggere anche come simbolo dell'altare della messa che regge le sacre “specie” e i tre Magi come i primi officianti.
Notevole è la figura di Baldassare, col vestito bianco che risalta per contrasto della sua pelle nera, ornato da un ricamo che sembra un fogliame spinoso, e accompagnato da un'inserviente pure di colore.
Singolare è invece la figura seminuda che appare sulla soglia della capanna, davanti ad altre figure grottesche, con un manto rosso,  una tiara coperta di spine metalliche in testa e un'altra tiara con rospi in mano, oltre una piaga sulla caviglia destra, stretta da una protezione in vetro. Secondo le varie ipotesi potrebbe trattarsi di una prefigurazione della Passione, o dell'eresia che spia i credenti, o del Messia giudaico colpito dalla lebbra e trasformato in Anticristo.
Nonostante il tono dolce e contemplativo, la scena mostra una certa aurea di mistero e favola, come l'accanirsi dei pastori a salire sulla capanna per spiare l'avvenimento, un dettaglio tradizionale, spesso usato anche in Italia, ma che qui assume un connotato di sinistra malvagità. Inoltre eserciti percorrono la scena in lontananza e anche le costruzioni sullo sfondo hanno un aspetto antropomorfo e inquietante, irreale.
La scena è immersa in un paesaggio dorato, dai toni lievi e dorati, che sfumano gradualmente verso i colori azzurrini del cielo, per effetto della foschia. È stato definito da Cinotti come "uno dei più ariosi e luminosi paesaggi dell'arte olandese, con un quieto digradare e ondulare di boschi, acque e vallette".

## Altre immagini

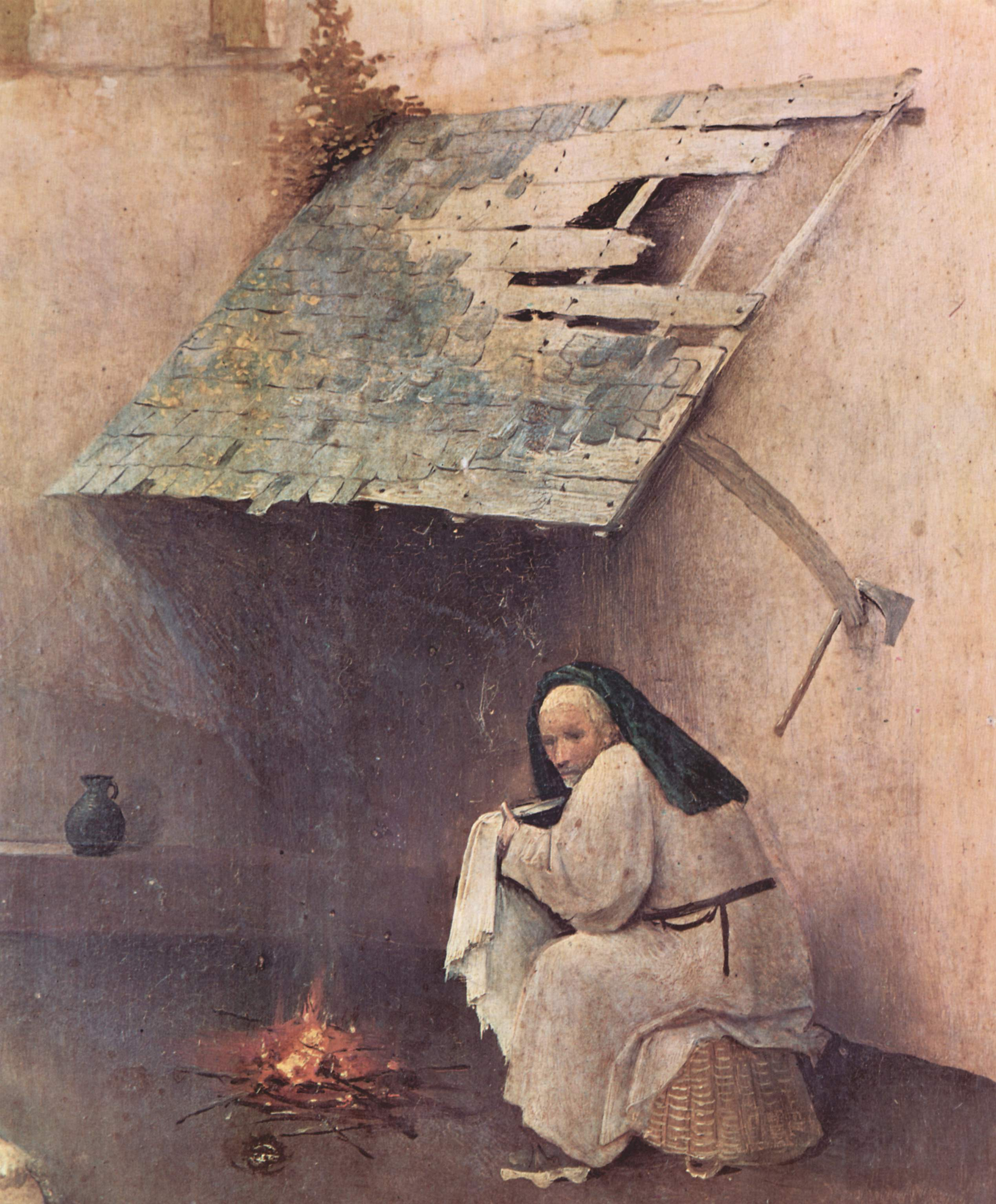
Pannello sinistro, Giuseppe che asciuga i panni del Bambino
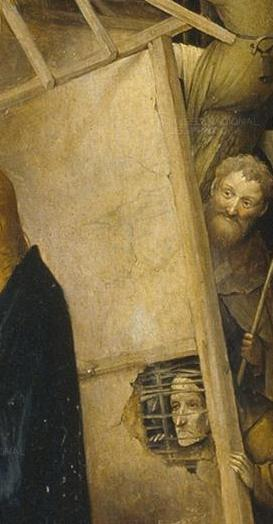
Dettaglio del pannello centrale, pastori
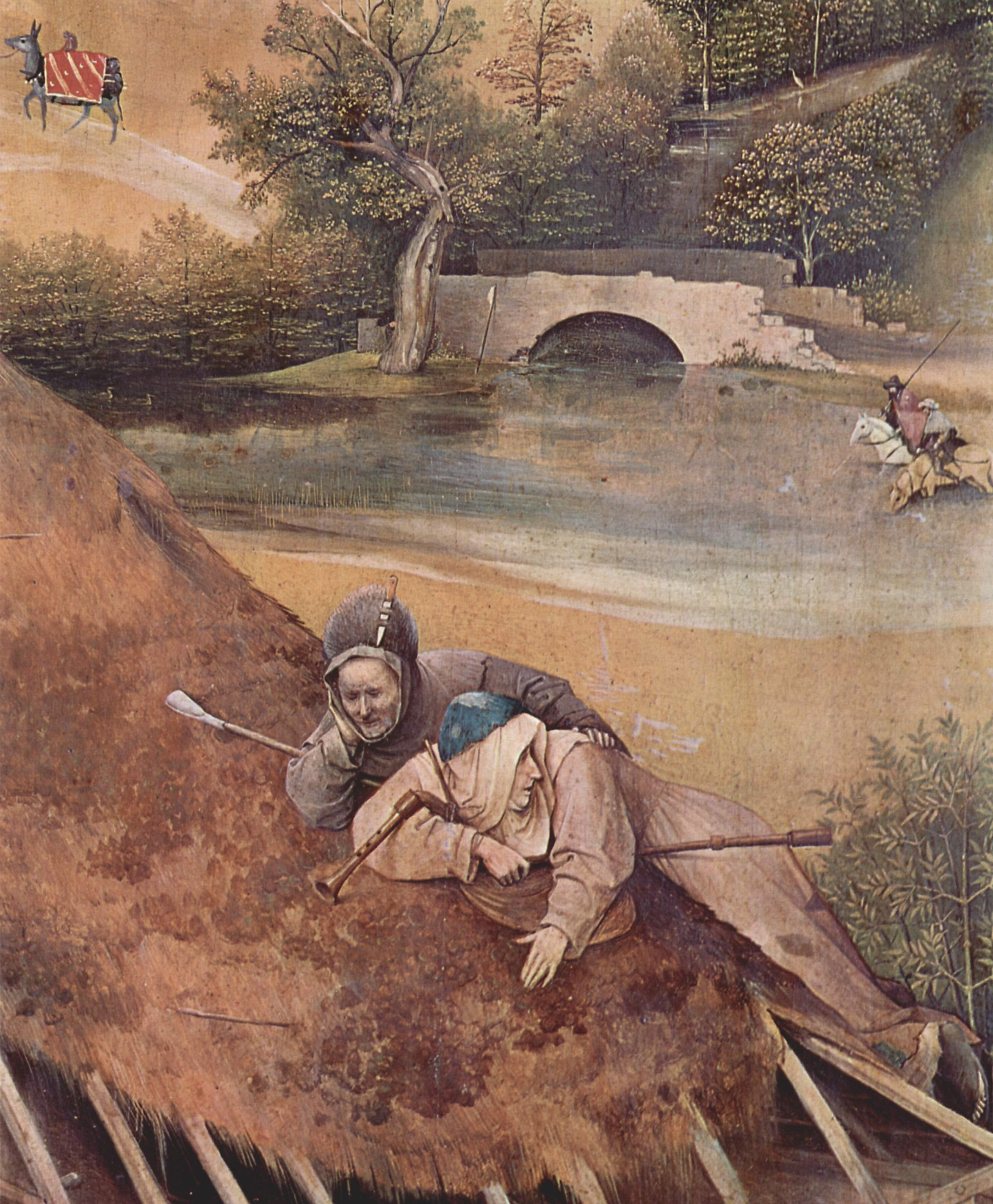
Dettaglio del pannello centrale, i pastori sul tetto della capanna
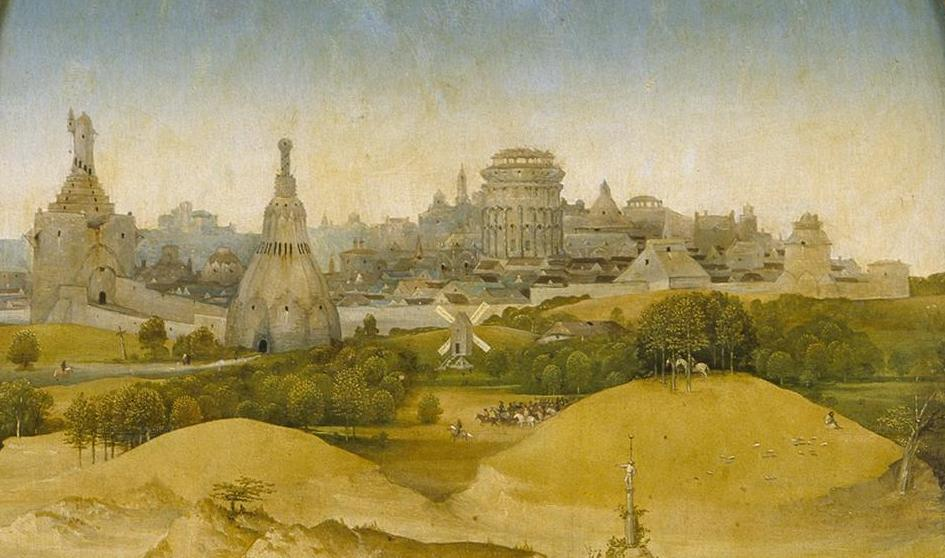
La città in lontananza